# Wagon Pars

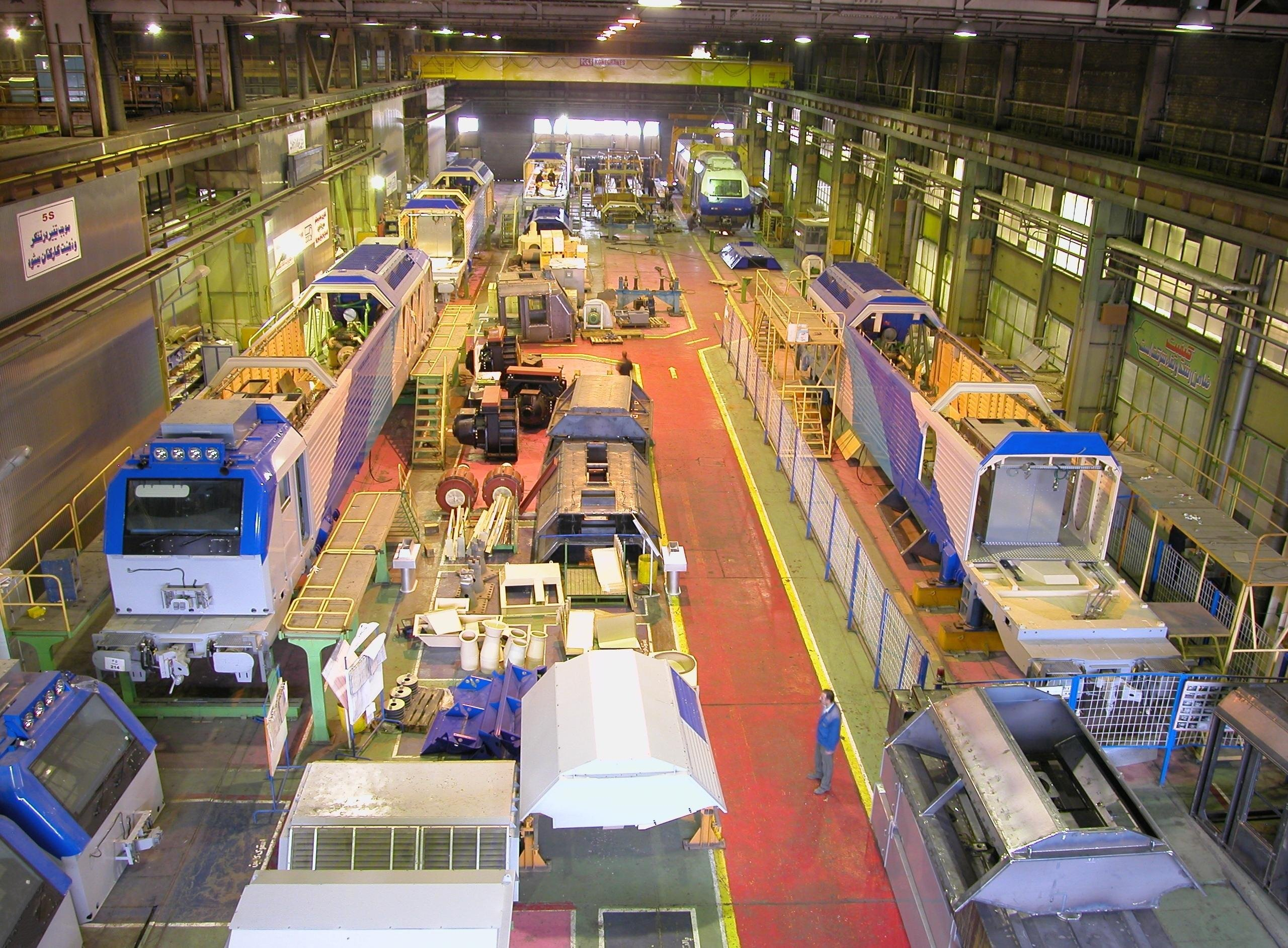
Usine Wagon Pars à Arak.

Wagon Pars est une compagnie iranienne de fabrication de trains fondée en 1974, située à Arak. 